# Николай I Петрешку
Николай I Петрешку (на румънски: Nicolae Pătrașcu; ок. 1580 – ок. 1627) е княз на Влашко в периода декември 1599 – септември 1601 (но фактически до октомври 1600).

## Живот
Николай е син на Михай Витязул и съпругата му Домна Станка. В детството му баща му бързо се издига и в 1593 г. е избран за княз на Влашко, Молдова и Трансилвания като съгласно традицията Николай е обявен за негов съвладетел и наследник. Търсейки политическа подкрепа срещу Османската империя, баща му го използва като заложник и в плановете си за династичен брак. След като баща му умира през август 1601 г., Николай бяга от Влашко и живее в изгнание във Виена, по-късно заминава за Кралство Унгария и повечето време живее в Търнава.
Във влашки документ Николай се подписва сам на среднобългарски език (който е говоримият и писмен език по онова време във Влахия) по следния начин:„ Млстію Вжією Іѡ Нєколає Воєвода и гспднь въсою зємлє уггровлахискоє“ (По милостта Божия Николай, войвода и господар на цялата унгарско-влашка земя) докато в латински документи сам изписва името си като Nicolaus Petrasko Waiwoda или като Nicolaus Petrascus Waiwoda. В Молдова той е повече познат като Никола или Некулай.
Умира през 1627, вероятно някъде из Австрия. Тленните му останки са ексхумирани по молба на съпругата му през 1640 г. и пренесени във Влашко, където са погребани в манастира Комана.

## Фамилия
Николай Петрешку се жени през 1618 г. за Ана или Анкута, дъщеря на княз Раду X Щербан, от която има дъщеря Илинка (Елена) и двама сина Гаврил и Михай Петрешку. Гаврил умира млад през 1622 г. Михай умира от чума през 1656 г. Смята се, че Николай Петрушку и Ана са осиновили и полубрата на Анкута – Константин Щербан, което дава възможност на последния да прибави към името си престижната фамилия Басараб.